# Слободан Митић
Слободан „Жућа“ Митић (рођен 12. августа 1968) је бивши српски кошаркаш и спортски радник. Играо је на позицији центра, а највећи део каријере провео је у клубу Здравље из Лесковца. Познат је као један од најбољих и најомиљенијих играча у историји тог клуба, са којим је наступао и у европским такмичењима.

## Каријера

### Рани период
Митић је кошарком почео да се бави у Лесковцу током 1980-их година. Са висином од 205 cm и снажном грађом, брзо је постао центарски ослонац у екипи. Професионалну каријеру започео је 1986. године. 

### Здравље Лесковац
Највећи део играчке каријере провео је у клубу Здравље, са којим је забележио најзначајније успехе. Заједно са плејмејкером Миљаном Павковићем чинио је окосницу тима крајем 1990-их и почетком 2000-их. Њихова сарадња у пик енд рол игри често је упоређивана са тандемом Џон Стоктон – Карл Мелоун.
Са Здрављем је у сезони 1999/00 играо финале купа СР Југославије, где су у финалу у Лесковцу поражени од Партизана. У тој утакмици је са 19 поена био најефикаснији на утакмици. Митић је био део генерације која је Здравље увела у ФИБА Купу Радивоја Кораћа. Један од најзапаженијих наступа имао је против турског клуба Бешикташ, када је постигао 22 поена и предводио екипу до победе.

### Играње у Македонији
Поред Здравља, наступао је и за клубове у Северној Македонији – МЗТ Скопље, Неметали Огражден и Вардар.

## Стил игре и значај
Митић је био класични центар, познат по снази у рекету, али и кошаркашкој интелигенцији. Уз борбеност и преданост клубу, стекао је велику популарност међу навијачима. Сматра се једним од највећих симбола Здравља.

## После играчке каријере
Након завршетка активног бављења кошарком, Митић је остао повезан са клубом. Био је укључен у рад управе, где је заједно са другим ветеранима помагао у организацији и развоју млађих генерација.

## Наслеђе
Захваљујући дугогодишњем доприносу, Митић је постао једна од најзначајнијих личности у историји кошарке у Лесковцу. Локални медији и спортски хроничари га описују као „легенду Здравља“ и „играча који је на терену остављао срце“. 